# Лильендаль, Йонна
Йонна Лиза Лильендаль-Хольст (швед. Jonna Liljendahl; род. 6 ноября 1970 года, Стокгольм) — шведская актриса, сыгравшая роль Мадикен в двух фильмах по сценарию книг Астрид Линдгрен. 
Была отобрана на роль Мадикен из числа 2000 детей, проходивших пробы. В настоящее время Йонна работает менеджером в рекламном агентстве, она замужем за Йонасом Хольстом и имеет двух детей - сын Хуго (родился в 1997 году) и дочь Муа (родилась в 1999 году).

## Фильмография
- 1979 — Ты с ума сошла, Мадикен!
- 1980 — Мадикен из Юнибаккена
- 1983 — TV-piraterna (Телевизионные пираты)